# Robert Guderian
Robert Guderian (* 16. November 1928 in Wsiewoloduwka, Wolhynien; † 27. Oktober 2005) war ein deutscher Agrarwissenschaftler und Hochschullehrer.

## Leben
Robert Guderians Familie musste 1942 in den Warthegau umsiedeln. Im Dezember 1944 wurde er im Alter von 16 Jahren Soldat. Er geriet in Kriegsgefangenschaft und arbeitete danach einige Monate als Landarbeiter in Bremervörde. 1949 legte Guderian sein Abitur an der Winckelmann-Oberschule in Stendal ab. Im Anschluss studierte er Agrarwissenschaften an der Humboldt-Universität zu Berlin, wo er 1955 promovierte. Im Mai 1958 flüchtete er aus der DDR in den Westen und arbeitete für die spätere nordrhein-westfälische Landesanstalt für Immissionsschutz und ihre Vorgängereinrichtungen. Zusammen mit Heinrich Stratmann ermittelte er im „Freilandversuch Biersdorf“ die Dosis-Wirkung-Beziehung bei der Schädigung der Vegetation durch Schwefeldioxid. 1973 habilitierte sich Guderian in Bonn. Von 1978 bis 1994 war er ordentlicher Professor für Angewandte Botanik an der Universität-Gesamthochschule Essen. Nach seiner Emeritierung gab er das sechsbändige Handbuch der Umweltveränderungen und Ökotoxikologie heraus.
Robert Guderian war seit 1986 Mitglied der Gesellschaft für Ökologie (GfÖ). 1996 wurde er zu deren Präsident gewählt und leitete die GfÖ-Tagungen in den Jahren 1997, 1998 und 1999. Er war auch ehrenamtlich in der Kommission Reinhaltung der Luft (KRdL) tätig. Für seine langjährige und engagierte Tätigkeit als Obmann des Ausschusses „Wirkungen auf Pflanzen“ und seine Mitarbeit in weiteren Arbeitsgruppen der KRdL wurde er im Mai 1990 mit der VDI-Ehrenplakette ausgezeichnet.

## Schriften (Auswahl)
- Robert Guderian: Der Pflanzenschutzdienst in der Deutschen Demokratischen Republik und Gesichtspunkte seiner regionalen Differenzierung. Dissertationsschrift. Berlin 1955.
- Robert Guderian, Heinrich Stratmann: Freilandversuche zur Ermittlung von Schwefeldioxydwirkungen auf die Vegetation. Westdeutscher Verlag, Köln, Opladen (drei Teile, veröffentlicht in den Jahren 1962, 1963 und 1968).
- Robert Guderian, David T. Tingey: Notwendigkeit und Ableitung von Grenzwerten für Stickstoffoxide. Im Auftrag des Umweltbundesamtes. Erich Schmidt Verlag, Berlin 1987, ISBN 3-503-02605-3.